# Bundesstraße 180
Die Bundesstraße 180 (Abkürzung: B 180) ist eine deutsche Bundesstraße im Land Sachsen-Anhalt und den Freistaaten Thüringen und Sachsen. Zwischen Freyburg und Zeitz ist die B 180 Teil der Straße der Romanik.

## Überblick
- Länge: 280 Kilometer
- Anfangspunkt: Egeln
- Endpunkt: Frankenberg/Sachsen

## Geschichte

### Ursprung
Der Straßenbau zwischen Altenburg und Naumburg (Saale) begann 1815 und wurde vor 1845 vollendet. Der anschließende Streckenabschnitt zwischen Naumburg und Freyburg (Unstrut) wurde 1847 zur Chaussee ausgebaut. Zwei Jahre später (1849) wurde der Straßenbau von Freyburg (Unstrut) bis Querfurt fortgesetzt.

### Frühere Strecken und Bezeichnungen
Die preußische Staatschaussee Nr. 90 führte von Egeln über Eisleben und Naumburg nach Jena. Von Naumburg aus führte die preußische Staatschaussee Nr. 73 über Zeitz nach Altenburg.
Die 213 km lange Reichsstraße 180 zwischen Egeln und Stollberg wurde um 1937 eingeführt. Später wurde die Straße als eine Art Ortsumgehung von Karl-Marx-Stadt/Chemnitz über Burkhardtsdorf, Augustusburg und Flöha bis nach Frankenberg/Sa. verlängert. Diese Straße lag 1949 bis 1990 vollständig auf dem Territorium der DDR und wurde als Fernverkehrsstraße 180 (Abkürzung F 180) bezeichnet.

### Umverlegungen, Ortsumgehungen
Bis zum Auftreten von mehreren Erdfällen führte die Fernverkehrs-/Bundesstraße 180 anders von Eisleben nach Querfurt. Einen ersten schweren Erdfall auf der Fernverkehrsstraße 180 im Jahr 1987 versuchte man zu verfüllen. Nach einer temporären Freigabe dieser Stelle gab man den Verlauf bei Eisleben-Neckendorf im Oktober 2001 aber endgültig auf, da es erneut einen Erdfall sowie spätere Nachbrüche gab. Im Zuge der Umgestaltung der B 180 zum Zubringer für die Bundesautobahn 38 wurde zeitgleich eine neue Trasse geschaffen, die der heutigen entspricht, 2002 eröffnet wurde, und nun östlich – statt wie bisher westlich – an Eisleben-Helfta vorbei führt. An den alten Verlauf erinnern noch Straßennamen wie Querfurter Straße oder Chausseestraße. Diese bisherigen Straßenzüge wurden zu Landes- bzw. Kreisstraßen herabgestuft.
Zudem wurden im Umfeld von Städten mehrfach Straßenabschnitte verlegt, um Ortsumgehungen der B 180 zu schaffen. So bekam etwa Querfurt im Jahr 2006 eine Ortsumgehung mit neuen Brückenbauten oder der Abschnitt von Eisleben über Siersleben nach Hettstedt eine neue Strecke, die – neben den genannten – zahlreiche weitere Orte umgeht. Zudem wurde beim Zirkelschacht östlich von Klostermansfeld im Dezember 2019 eine neue Streckenführung mit zwei Brücken nördlich der bisherigen Strecke eröffnet. Der dortige alte Abschnitt war zunächst Teil der Bundesstraße 242, wurde dann aber Teil der B-180-Umgehungsstraße von Hettstedt und durch die neue Maßnahme zu einem Wirtschaftsweg herabgestuft. Auch Aschersleben soll eine Ortsumgehung erhalten.
Bis Ende 2019 führte die B 180 von Egeln nördlich weiter über Etgersleben, Klein Germersleben und Bottmersdorf bis zum Kreisverkehr Rittertor in Wanzleben. Dabei wurde die B 246 gekreuzt. Nach Ausbau der B 81 wurde diese Straße abgestuft, weil sich der Verkehr auf die B 81 verlagert und die dortige B 180 damit ihre Bedeutung verloren hat.

## Verlauf

### Sachsen-Anhalt
Die Bundesstraße 180 verläuft im sachsen-anhaltischen Teil durch die Magdeburger Börde, den landwirtschaftlich geprägten Ostharz und die Weinanbaugebiete von Saale und Unstrut im Naturpark Saale-Unstrut-Triasland.
- Salzlandkreis (Kfz-Kennzeichen SLK)

Der Salzlandkreis wird von der B 180 von Nord nach Süd durchquert. Beginnend westlich von Egeln an der B 81, verläuft die B 180 zweistreifig in südlicher Richtung. Nach 5,8 km wird das Dorf Schneidlingen erreicht. 3,2 km südlich wird dann der Flughafen Magdeburg-Cochstedt tangiert. Nach weiteren 4 km wird der Ascherslebener Stadtteil Winningen passiert, weitere 4 km dahinter befindet sich die Anschlussstelle „Aschersleben-Mitte“ der Nordharzautobahn A 36. Es schließt sich die bereits erwähnte ehemalige Kreisstadt Aschersleben an. Hier kreuzt die Straße die Bahnstrecke Halle–Vienenburg sowie die B 185. Die Bundesstraße 180 verläuft auf etwa 5,4 km im Stadtgebiet von Aschersleben. Derzeit befindet sich die Ortsumfahrung Aschersleben-Quenstedt im Bau. Der nördliche, 1. Bauabschnitt, der die Anschlussstelle „Aschersleben-West“ der A 36 (bis 2019: B 6n) mit der B 185 verbindet, wurde bereits für den Verkehr freigegeben und ist bereits als B 180 beschildert. Einen Kilometer hinter dem südlichen Ortsausgang liegt die Kreisgrenze.
- Landkreis Mansfeld-Südharz (Kfz-Kennzeichen MSH)

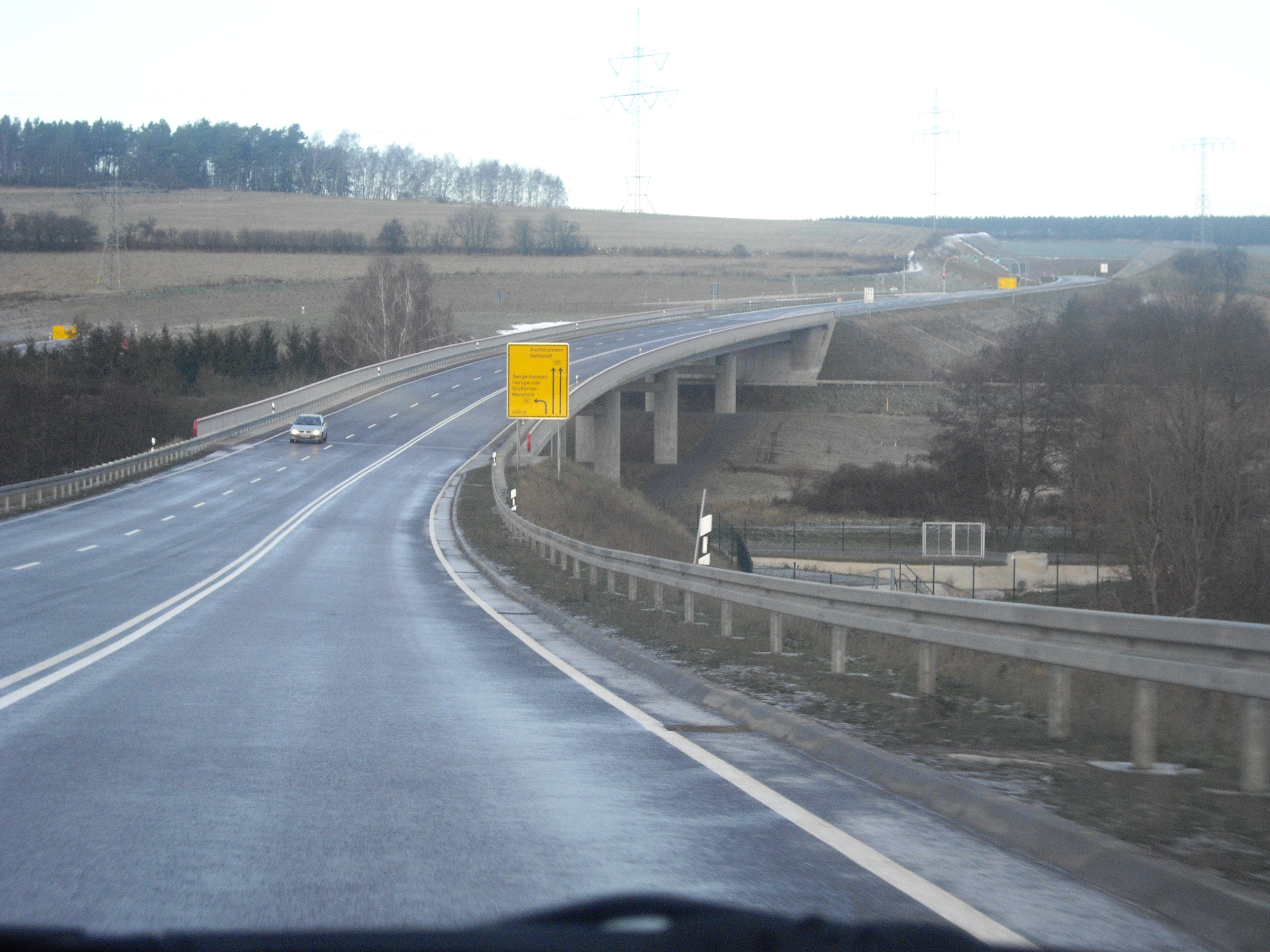
Brücke über die Wipper bei Mansfeld

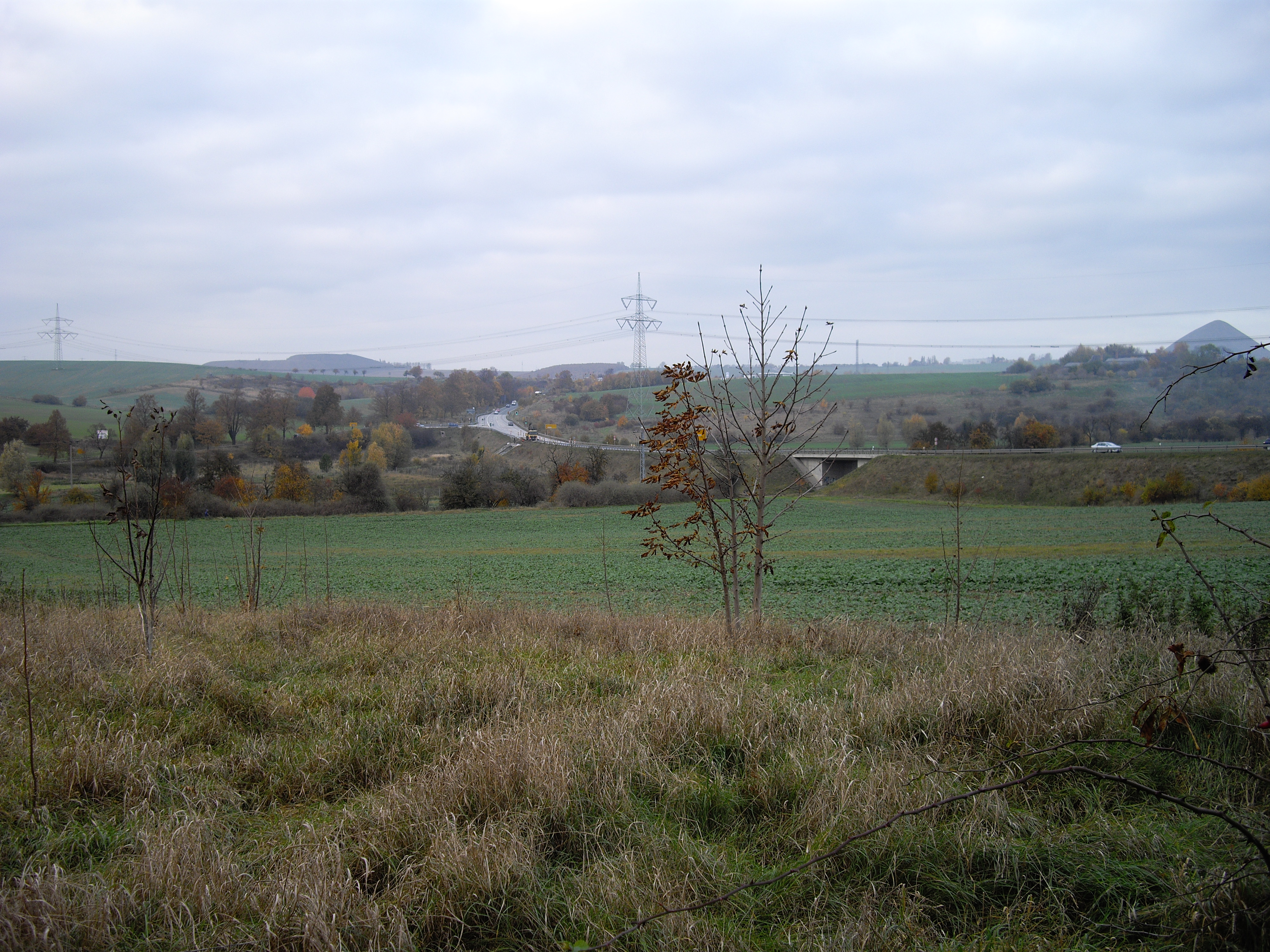
Beginn der Ortsumfahrung Eisleben (im Norden)

2,5 Kilometer hinter der Kreisgrenze liegt Quenstedt, das auf der Eislebener Straße durchquert wird. Im weiteren Verlauf wird der Ortsteil Pfersdorf tangiert. Nach einem weiteren Kilometer beginnt die 2009 fertiggestellte Ortsumfahrung Hettstedt, die neben der Stadt Hettstedt auch die Orte Walbeck und Siersleben vom Durchgangsverkehr befreit. Bei Mansfeld, 9 km hinter dem Beginn der Umgehungsstraße, wird der Fluss Wipper auf der 200 m langen Wipperbrücke überquert. Die Straße führt dann an Klostermansfeld vorbei. Hier werden auch die Gleise der Mansfelder Bergwerksbahn, der Bahnstrecke Klostermansfeld–Wippra und der Berlin-Blankenheimer Eisenbahn überbrückt bzw. unterquert.
Zwischen Mansfeld und Klostermansfeld soll nach Fertigstellung der Ortsumfahrung Annarode-Siebigerode-Mansfeld der B 86 ein neuer Knoten gebaut werden. Die Strecke zwischen der Anschlussstelle Sangerhausen-Süd an der A 38, dem Knoten von B 86 und B 180 bei Mansfeld-Klostermansfeld und der Anschlussstelle „Aschersleben-West“ an der A 36 wird als Ersatz für die A 71-Nordverlängerung zwischen dem Autobahndreieck Südharz (A 38 und A 71) bei Sangerhausen und der Anschlussstelle Plötzkau an der A 14 für den Verkehr der Relation Erfurt-Magdeburg-Schwerin komplett ortsdurchfahrtsfrei ausgebaut. Das Land Sachsen-Anhalt hält die Trasse für einen möglichen späteren Bau der A 71-Nordverlängerung raumplanerisch frei.
Der Abschnitt zwischen Klostermansfeld und der Ortsumgehung Eisleben ist aufgrund der Steigungen dreistreifig ausgebaut (4. Bauabschnitt der OU Hettstedt). Östlich von Volkstedt schließt sich die 16 km lange Ortsumfahrung der Lutherstadt Eisleben an. Auf ihr wird der Bach Böse Sieben überquert, dann wird östlich der Stadt die B 80 gekreuzt. Südlich davon wird der Höhenzug Hornburger Sattel überquert. Hier kreuzt die Ortsumfahrung die ursprüngliche Trasse, danach wird der Eislebener Stadtteil Rothenschirmbach umfahren. Die Ortsumfahrung endet an der Autobahnanschlussstelle Nr. 19 der A 38, „Lutherstadt Eisleben“. 500 m dahinter folgt die Kreisgrenze.
- Saalekreis (Kfz-Kennzeichen SK)

Die Straße durchquert den Kreis kurz im Westen und verläuft größtenteils auf Querfurter Stadtgebiet. Erste Ortschaft ist das gleich hinter der Kreisgrenze (1,1 km) liegende Farnstädt. Kurz vor dem Ortsausgang steigt die Straße über Serpentinen zur Querfurter Platte auf. Nach 3,5 km in Richtung Süden zweigt die Ortsumfahrung Querfurt ab, nach 6,3 km verlässt die B 180 die Ortsumfahrung, die von dort als B 250 nach Nebra (Unstrut) weiterführt. Die Bundesstraße 180 verläuft nun auf der Straße „Vor dem Nebraer Tor“ wieder in südlicher Richtung, nach 3,6 km wird die Gemeinde Barnstedt passiert. Die Trasse verläuft nun in südöstlicher Richtung, nach weiteren 4 km wird Steigra durchquert. Dahinter liegt die Kreisgrenze.
- Burgenlandkreis (Kfz-Kennzeichen BLK)

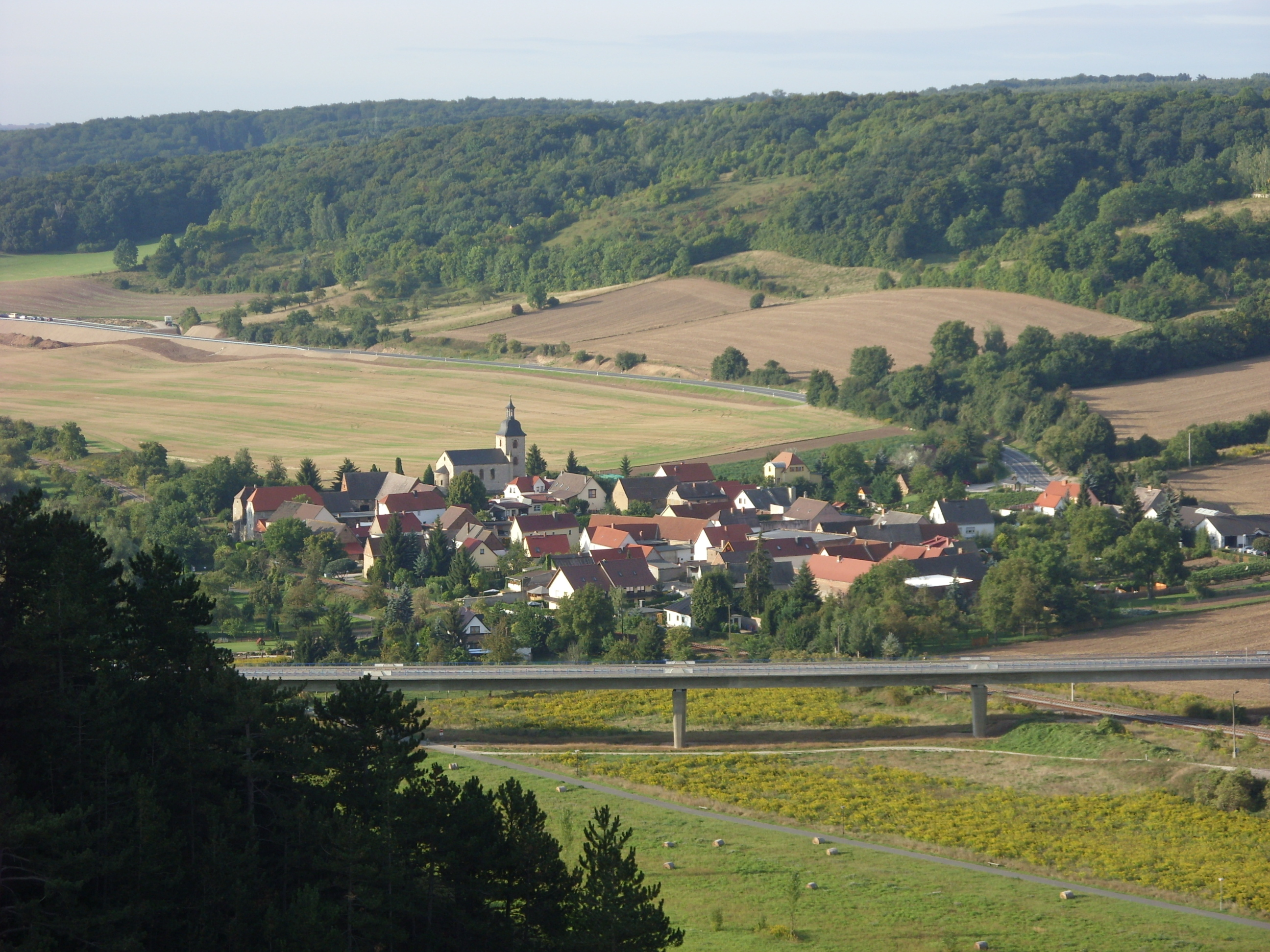
Brücke der Bundesstraße über die Unstrut bei Nißmitz

Im Burgenlandkreis wird zuerst das zwei Kilometer hinter der Kreisgrenze liegende Gleina durchquert. Dahinter verlässt die Straße die Querfurter Platte und fällt zum Unstruttal ab. Hier wird auf der neuen Ortsumfahrung die Stadt Freyburg umfahren und zusammen mit der B 176 die Unstrut überquert. Im Freyburger Ortsteil Nißmitz trifft sie wieder auf die ursprüngliche Trasse. Die Straße verläuft nun flussabwärts durch das Unstruttal, wo die Naumburger Ortsteile Kleinjena (nach 2,3 km) und Roßbach (nach 1,3 km) tangiert werden. Knapp hinter Roßbach wird die Saale überquert, die Bundesstraße verläuft nun 500 m durch Saalewiesen, bis die Stadt Naumburg erreicht wird. Die Straße überquert hier zuerst die Bahnsteige der Thüringer Bahn, verläuft am Naumburger Oberlandesgericht vorbei nach in südlicher Richtung bis zur Innenstadt, wo sie auf die Bundesstraßen 88 und 87 trifft. Letzterer folgt sie um den Naumburger Dom herum, verlässt dann die Stadt mit ihr und trennt sich mit ihr hinter dem 4 km entfernten Ort Wethau. Die B 180 schlängelt sich durch die Felder, nach 2,6 km wird ein Wäldchen, nach weiteren 2,3 km auf einer Ortsumfahrung das Dorf Stößen tangiert. Hier biegt der Weg in Richtung Südosten ab, nach 2 km wird das Dorf Pretzsch erreicht. Dahinter folgt die Anschlussstelle Naumburg der A 9, danach (600 m) wird der Ortsteil Oberkaka der Gemeinde Meineweh durchquert, nach 1,7 km wiederum Meineweh, nach weiteren 3,7 km der Ortsteil Hollsteiz von Döschwitz passiert und nach 2,6 km Döschwitz selbst durchquert. Einen Kilometer weiter führt die B 180 durch Kretzschau. Ab hier verläuft die Trasse in Richtung Osten, unterquert die Ortsumfahrung Zeitz (B 2) und durchquert Grana. Die Bundesstraße 180 führt weiter durch das Zeitzer Stadtgebiet. Hier verläuft die Straße zuerst durch den Nordwesten der Stadt, biegt dann nach Süden ab, unterquert die Bahngleise am Hauptbahnhof und überbrückt die Weiße Elster. Dann führt sie durch die Innenstadt, am Zeitzer Altmarkt vorbei und verläuft 2,7 km fast schnurgerade bergauf über die Altenburger Straße und Geußnitzer Straße, bis das Stadtgebiet verlassen wird. Die Trasse verläuft von dort wieder relativ ereignislos in Richtung Osten, die anliegenden kleinen Dörfer sind über Landstraßen mit ihr verbunden. Sechs Kilometer hinter dem Ortsausgang Zeitz folgt die Landesgrenze.

### Thüringen
Der thüringische Teil der Bundesstraße 180 ist der kürzeste der 3 Teile, auch er verläuft, wie der sachsen-anhaltische Teil, fast durchgehend durch Felder. Es wird nur ein Landkreis durchfahren:
- Landkreis Altenburger Land (Kfz-Kennzeichen ABG)

Nachdem die Landesgrenze durchfahren ist, wird zuerst nach 1,3 km der Meuselwitzer Ortsteil Brossen tangiert. Daraufhin folgt nach 900 m der Ortseingang der Stadt Meuselwitz selbst, die auf einer Länge von 3,5 km durchfahren wird. Die Straße verläuft ab dem Ortsausgang schnurgerade in Richtung Südosten, nach 1,8 km wird der Ort Kriebitzsch durchfahren, nach weiteren 2,4 km Rositz erreicht. Hier ist der Weg leicht kurvig. Nach dem Ortsausgang von Rositz führt die Straße an der Wilhelm-Pieck-Siedlung und dem ebenfalls zu Lödla gehörenden Gewerbegebiet vorbei in die Kreisstadt Altenburg.
Hier verläuft die Straße zuerst in südöstlicher Richtung, biegt dann nach Nordosten ab, unterquert die Bahngleise am Bahnhof Altenburg, biegt dann nochmals nach Norden ab, verlässt dann die Stadt und führt am Gewerbegebiet Windischleuba auf die Umgehungsstraße. Die gerade beschriebene Strecke ist fünf Kilometer lang. Die Ortsumgehung Altenburg führt im Osten an der Stadt vorbei, die Bundesstraße 180 verläuft auf ihr zusammen mit den Bundesstraßen 7 und 93. Südöstlich der Stadt zweigt die Trasse ab und führt wieder in Richtung Südosten. Nach 500 m wird der Nobitzer Ortsteil Münsa durchquert, unmittelbar die Pleiße überquert und danach Nobitz durchquert. Dann wird der Leipzig-Altenburg Airport tangiert. Gleich dahinter wird der Nobitzer Ortsteil Niederleupten passiert, hier biegt der Weg nach Südosten ab. Im Nobitzer Ortsteil Klausa 1,6 km weiter biegt die Trasse dann in Richtung Süden ab, dann wird der Ortsteil Garbus nach 800 m durchquert. Nach weiteren 900 m wird der Nobitzer Ortsteil Ehrenhain passiert. Hier verläuft die B 180 kurz in südwestlicher Richtung, dann wieder in Richtung Süden. Der Nobitzer Ortsteil Oberarnsdorf wird tangiert sowie der Ortsteil Gösdorf passiert, dann folgt die Kreis- und auch Landesgrenze.

### Sachsen

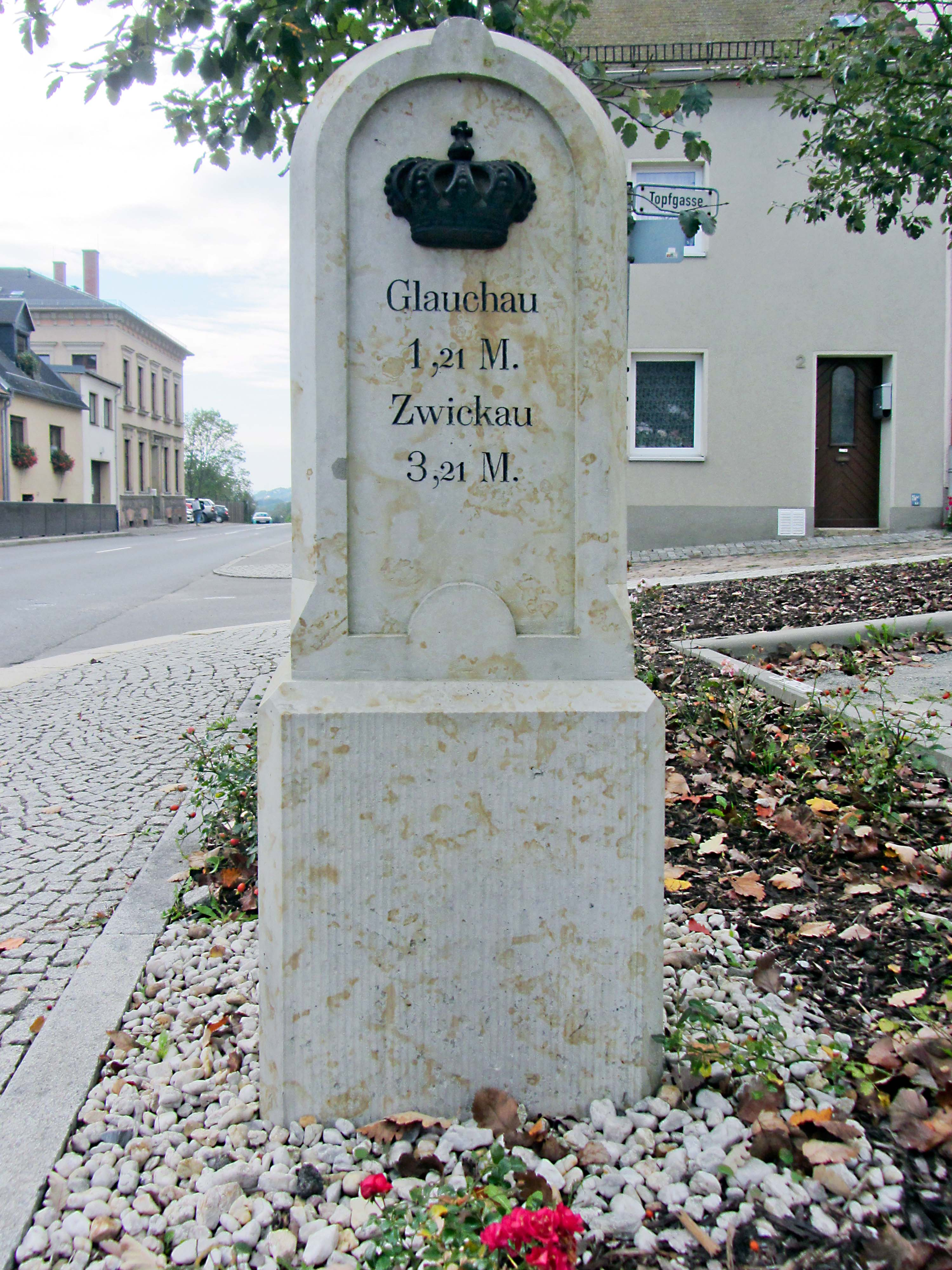
Historischer Meilenstein in Waldenburg

In Sachsen verläuft die Bundesstraße 180 durch die Vorläufer des Erzgebirges. Dadurch wird auch die Landschaft abwechslungsreicher, Forstgebiete und Flussauen werden durchquert. Hauptsächlich verläuft die Straße hier um Chemnitz, sie kommt vom Nordwesten, umrandet die Stadt im Süden und endet nordöstlich der Stadt.
- Landkreis Zwickau (Kfz-Kennzeichen Z)

Nachdem die Landesgrenze zu Thüringen überquert ist, verläuft die Straße in Richtung Südosten, die beiden Oberwieraer Ortsteile Niederwiera und Wickersdorf werden durchquert, danach steigt die Straße nach zwei Kilometern bei Waldenburg in das Tal der Zwickauer Mulde, die hier überquert wird, ab. Dort zweigt auch die B 175 ab. Nach dem Verlassen Waldenburgs wird der Waldenburger Forst passiert, dann, nach einem Kilometer Callenberg passiert. Hier biegt die Straße in Richtung Süden ab und verläuft dann vier Kilometer durch Felder, bis sie auf die Abfahrt 65 der A 4 trifft. Hier biegt sie nach Osten ab, verläuft am Pfaffenberg vorbei und biegt dann nach Süden ab. Auf einer Länge von drei Kilometern wird ein Waldstück durchquert, die Straße führt im Westen an Hohenstein-Ernstthal und der Rennstrecke Sachsenring vorbei. Im Westen der langgezogenen Stadt Oberlungwitz trifft die Bundesstraße 180 auf die B 173, dann verläuft sie wieder in südlicher Richtung. Der Ort Gersdorf wird im Osten umgangen, dann folgt die Kreisgrenze.
- Erzgebirgskreis (Kfz-Kennzeichen ERZ)

Nach einem Kilometer in Fahrtrichtung Ost biegt die Straße am Ortseingang Lugau nach Süden ab, im Ortskern wird dann wieder nach Südwesten abgeschwenkt. Der Weg führt nun durch eine Einfamilienhaussiedlung, die Lugau mit Niederwürschnitz verbindet. Im letztgenannten Ort wird die Bahnstrecke Stollberg–St. Egidien überquert, nach dem Ortsausgang steigt die Straße zum Rand des Erzgebirges auf. Zuerst wird aber die A 72 überquert, am Kreisverkehr am Ortseingang von Stollberg, circa 200 m danach zweigt die Trasse dann nach Süden ab, um die Stadt zu umgehen. Nach eineinhalb Kilometern in Richtung Süden trifft die Bundesstraße dann auf die B 169. Hier biegt die Straße wieder nach Osten ab, überbrückt das Flüsschen Gablenz und verläuft auf einer Neubaustrecke zur Zwönitzer Straße östlich von Stollberg. Auf dieser verläuft die Straße wieder nach Stollberg zurück, um im Stadtteil Hoheneck nach Osten auf die Thalheimer Straße und damit auf die alte Trasse abzubiegen. Nach einem Kilometer tritt die Straße in einen Wald ein, hier steigt der Weg auf einer kleinen Serpentine auf eine Höhe von 540 Metern auf (Stollberg-Hoheneck liegt auf einer Höhe von 482 Metern). Dort befindet sich die Tabakstanne. Nachdem die Höhe überwunden ist, fällt die Straße wieder zum 440 Meter hoch gelegenen Tal der Zwönitz. Hier liegt Thalheim, im Stadtzentrum zweigt die Straße wieder nach Nordosten ab. Zwei Kilometer nach Thalheim folgt die Bundesstraße der Zwönitz, es wird die Gemeinde Burkhardtsdorf durchquert: zuerst der Ortsteil Meinersdorf, dann nach drei Kilometern der Hauptort Burkhardtsdorf, wo die B 95 den Weg kreuzt, dann die Ortsteile Neu-Eibenberg (nach zwei Kilometern) und Kemtau (nach einem Kilometer). Die Gemeinde wird jetzt verlassen, dem Tal der Zwönitz wird noch bis Dittersdorf gefolgt. Der Fluss verläuft nun in Richtung Norden, die Trasse der B 180 biegt jedoch nach Osten ab. Bei Weißbach biegt die Straße wieder in Richtung Norden ab und kreuzt nach 2,5 Kilometern die autobahnähnlich ausgebaute B 174. 500 Meter dahinter biegt die B 180 nach Osten ab, durchquert Gornau zur Hälfte und biegt dann wieder nach Norden ab. Nach zwei Kilometern wird das langgezogene Dittmannsdorf passiert, es liegt im Tal eines Baches, dem die Bundesstraße bis zur drei Kilometer nördlich gelegenen Kreisgrenze folgt.
- Landkreis Mittelsachsen (Kfz-Kennzeichen FG) Brücke über die Flöha in Flöha

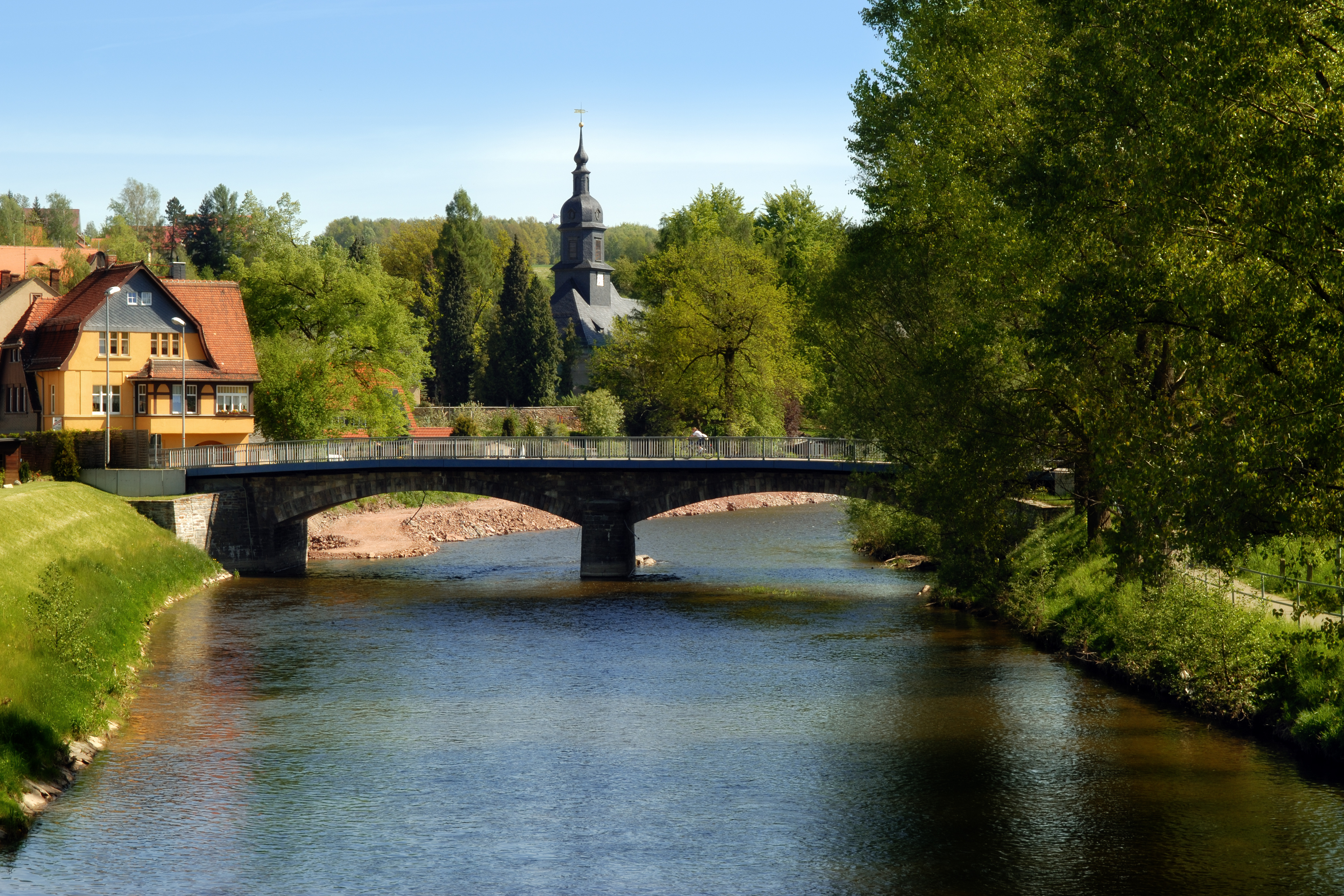
Brücke über die Flöha in Flöha

Gleich nach der Kreisgrenze führt der Weg in das Tal der Zschopau, indem er einem Bach bis zur Mündung in diese bei Kunnersdorf folgt. Nun folgt die Straße dem Tal, hinter einer Flussbiegung wird Erdmannsdorf passiert. Dann führt die Bundesstraße 180 zwischen einem Wald und der Zschopau in nördlicher Richtung in das drei Kilometer entfernte Plaue, wo der Fluss überquert wird. Plaue geht übergangslos in die Stadt Flöha über. Die Bundesstraße folgt dem Fluss etwa einen Kilometer, bevor sie dann an der „Alten Baumwolle“ nach rechts auf die Neubaustrecke der zukünftigen Bundesstraße B 173n schwenkt, welche im Dezember 2012 eröffnet worden ist. Diesem Straßenverlauf folgt die B 180 etwa vier Kilometer bis zur B 173 etwas außerhalb der Ortslage Niederwiesa. Sie biegt nach Nordosten ab, unterquert die Gleise der Bahnstrecke Dresden–Werdau und überquert den Fluss Zschopau auf der sogenannten „Landbrücke“. Dann trennen sich die beiden Bundesstraßen wieder, die B 173 führt weiter nach Osten und die B 180 biegt nach Norden ab, um das Tal der Zschopau zu verlassen. Nun verläuft die Straße über einen kleinen Höhenzug und am Dorf Altenhain vorbei, bis sie nach drei Kilometern die Stadt Frankenberg/Sa. erreicht. Hier fällt der Weg wieder in das Zschopautal ab, dann trifft die B 180 auf die B 169, an der sie endet.
Zwischen Kunnersdorf und Erdmannsdorf sind 2006 Teile der Straße abgerutscht. Ein ca. 400 m langer Abschnitt ist nur einstreifig befahrbar, der Gegenverkehr wird mit einer Ampelanlage gesichert. Der Abschnitt ist zusätzlich für Kraftfahrzeuge über 3,5 t sowie Fußgänger und Radfahrer gesperrt. Eine Instandsetzung ist bis Dezember 2021 nicht erfolgt.

## Ausbauzustand

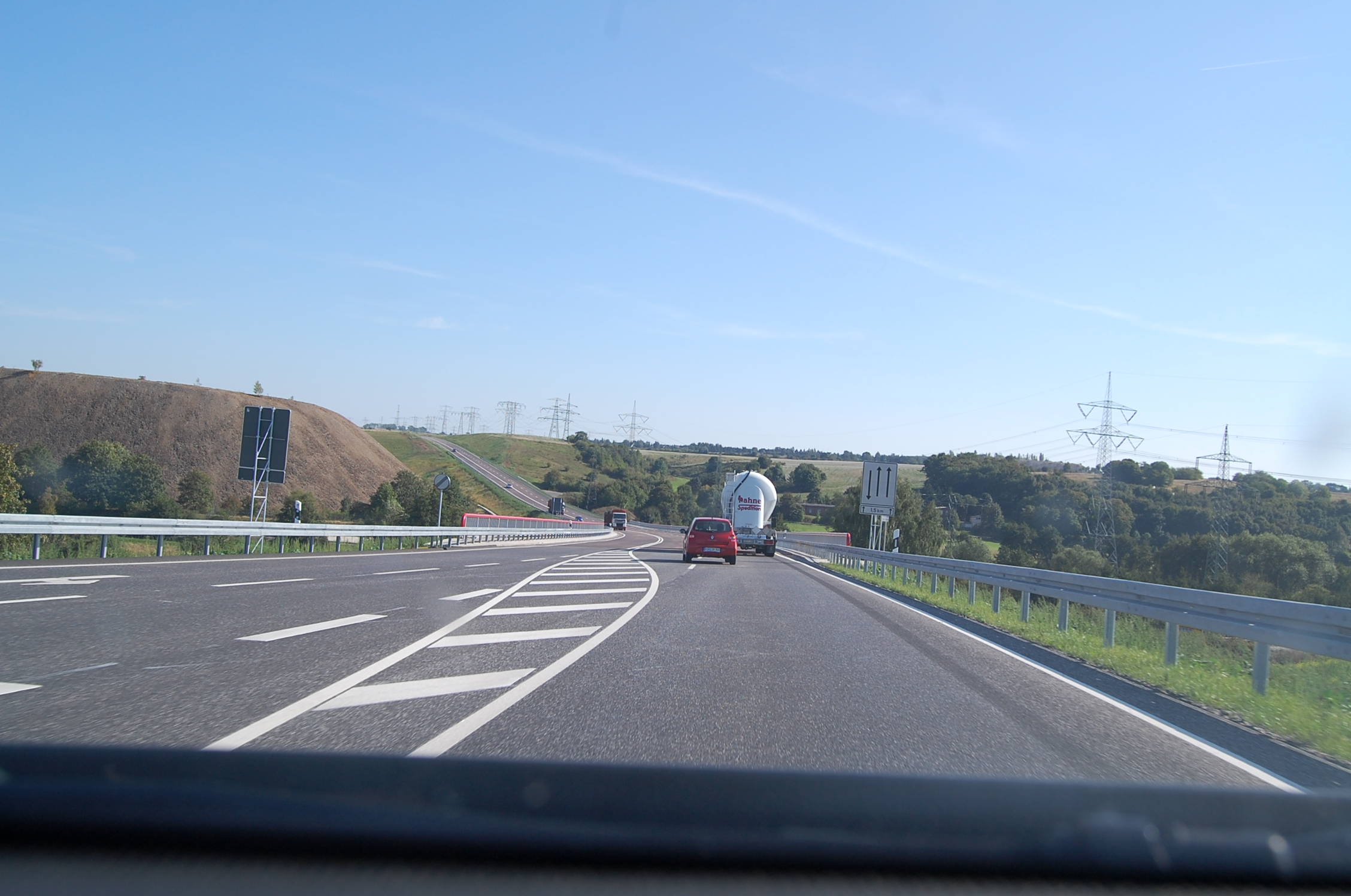
Zweistreifiger Ausbau mit Zusatzfahrstreifen im Hintergrund auf der Wipperbrücke bei Mansfeld

Der Ausbauzustand der B 180 gliedert sich wie folgt:
| Abschnitt                                         | Streifen | Trennstreifen | Bemerkung |
| ------------------------------------------------- | -------- | ------------- | --------- |
| Egeln − Leimbach                                  | 2        | nein          |           |
| Leimbach − L 160 Volkstedt                        | 3        | nein          |           |
| L 160 Volkstedt − Lutherstadt Eisleben            | 2        | nein          |           |
| Lutherstadt Eisleben − L 223 Rothenschirmbach     | 3        | nein          |           |
| L 223 Rothenschirmbach − Freyburg (Unstrut)       | 2        | nein          |           |
| Umfahrung Freyburg (Unstrut)                      | 3        | nein          |           |
| Umfahrung Freyburg (Unstrut) − K 7705 Kunnersdorf | 2        | nein          |           |
| K 7705 Kunnersdorf – Erdmannsdorf                 | 1        | nein          |           |
| Erdmannsdorf − Frankenberg/Sa.                    | 2        | nein          |           |

## Streckenfreigaben
- Am 23. April und 3. Juli 2001 wurde die 6,8 km lange Ostumgehung der Lutherstadt Eisleben in 2 Abschnitten freigegeben, am 18. November 2002 folgte sich südlich anschließende, 8,6 km lange Ortsumgehung Rothenschirmbach. Die Kosten lagen bei 35 Mio. DM für die Umgehung Eisleben, und 20 Mio. € für die Umfahrung Rothenschirmbach.[10][11][12]
- Am 31. Juli 2001 wurde die 6,6 km lange Ortsumgehung Freyburg vollständig freigegeben, nachdem bereits 1996 der nördliche Teilabschnitt von der B 180 zur B 176, und 1998 der anschließende östliche Teilabschnitt bis zur L 207 freigegeben wurde. Aufwendigstes Bauwerk ist hierbei die 400 m lange Unstrutbrücke. Die Kosten für die gesamte Umgehungsstraße betrugen 39 Mio. DM.[13]
- 2006 wurde die Bundesstraße auf im Stadtgebiet Altenburgs verlegt, wodurch sie die Stadt nur noch nördlich tangiert wird. Dort verläuft sie gemeinsam mit der B 7 und der B 93.[14]
- Am 16. August 2006 wurde der letzte Abschnitt der 8,1 km langen Ortsumfahrung Querfurt vom parlamentarischen Staatssekretär Ulrich Kasparick für den Verkehr freigegeben. Die Gesamtkosten beliefen sich auf ca. 18 Mio. Euro.[15]
- Am 13. September 2006 wurde der erste rund 8,5 Kilometer lange Teil der Ortsumgehung (OU) Hettstedt vom parlamentarischen Staatssekretär Ulrich Kasparick für den Verkehr freigegeben. Die Kosten für diesen Abschnitt der Bundesstraße beliefen sich auf rund 31 Millionen Euro.[16][17]
- Am 31. Juli 2009 wurde der anschließende rund 3,8 Kilometer langer Abschnitt der OU Hettstedt für den Verkehr freigegeben. Die Bauzeit betrug rund 21 Monate, es wurden 24 Millionen Euro investiert.[18]
- Am 17. Dezember 2012 wurde ein Teil der Ortsumgehung Flöha freigegeben.[19]
- Der Ausbau des Abschnittes zwischen der Ortsumgehung Klostermansfeld und Eisleben (4. Bauabschnitt der OU Hettstedt) wurde im Herbst 2017 begonnen und Ende 2019 für den Verkehr freigegeben. Dieser kostete 13 Millionen Euro[20][21]
- Nach Angaben des Verkehrsministeriums Sachsen-Anhalt soll das Planfeststellungsverfahren für den südlichen Teil der OU Aschersleben im 2. Halbjahr 2010 eingeleitet werden. Die Kosten werden mit 14 Millionen Euro angegeben.[22] Seit Mai 2019 besteht Baurecht für die Ortsumgehung.[23] Der offizielle Spatenstich erfolgte am 4. August 2021 durch Staatssekretär Enak Ferlemann und Sebastian Putz. Die OU Aschersleben soll bei geplanten Kosten für den Bund von 37 Millionen binnen vier Jahren fertiggestellt werden.[24]

## Ausbau nach Bundesverkehrswegeplan
Im Bundesverkehrswegeplan 2030 sind weitere Ortsumfahrungen eingetragen. Darunter zählen u. a. die Ortsumfahrung Farnstädt bei Querfurt. In Naumburg (Saale) soll neben der Ortsumfahrung der Bundesstraße 87 eine Ortsumfahrung im Nordosten mit Querung des Saaletals entstehen. Die Ortsumfahrung Wethau wird aktuell konkret geplant. In Kretzschau bei Zeitz soll ebenfalls eine Ortsumfahrung entstehen. Das Gleiche gilt für Meuselwitz in Thüringen. All diese Ortsumfahrungen sind jedoch nur als Weiterer Bedarf eingetragen.
Dagegen ist als Vordringlicher Bedarf die Nordumfahrung Altenburgs im Bundesverkehrswegeplan 2030 aufgeführt, d. h. diese Ortsumfahrung hat Priorität. Dabei soll die Stadt nördlich tangiert werden und eine Verbindung zwischen der Alttrasse und der Ostspange (OU der Bundesstraße 7) hergestellt werden.